# Greyia radlkoferi
Greyia radlkoferi  (Greyia lanuda o Greyia de Natal) es un arbusto o árbol, nativo de Sudáfrica. Crece hasta 5 metros de altura y tiene la corteza lisa amarillenta, llegando a ser gris y profundamente madura conforme esta madura. Las hojas son ovales o tienen forma de corazón y lanuda en el envés, lo cual distingue a la especie de Greyia sutherlandii. Las flores escarlatas crecen en racimos verticales densos desde julio a octubre en el rango nativo de la especie.